# Julia García Games
Julia García Games (Buenos Aires, 6 de juliol de 1899-ibídem, 12 de febrer de 1964) va ser una assagista i feminista argentina.
Des de molt jove va publicar llibres d'assaig, destacant Contribución al estudio de la Poesía de la Gran Guerra, Portales, el predestinado (1931), i Cómo los he visto yo (aquest últim sobre els xilens). També va escriure poesia. Com a periodista va escriure en diversos periòdics i revesteixis argentins i uruguaians.
En la seva faceta de promotora del feminisme, va participar des dels vint anys en campanyes per a l'emancipació de la dona. En 1923 va participar en la Conferència de Dones Treballadores que va tenir lloc a Viena. Dins d'aquesta faceta va escriure nombrosos articles i va pronunciar conferències, fins que als quaranta anys la seva salut li va obligar a retirar-se de la vida pública.
En política, va formar part de la Unió Feminista Nacional argentina i va recolzar a la Unió Cívica Radical del Poble.